# Cronologie a informaticii românești
Cronologie a informaticii românești (1957-1990)

## 1957-1970
- 1957 - este construit primul calculator electronic românesc cu tuburi electronice CIFA1, la Institutul de Fizică Atomică, sub îndrumarea cercetătorului român Victor Toma. A fost produs și în două variante tranzistorizate: CIFA-10X și CET 500. România a fost cea de a 8-a țară din lume care a reușit proiectarea și realizarea unui calculator electronic.

- 1959 - este construit CIFA-2 cu 800 de tuburi electronice
  - calculatorul experimental MARICA (Mașina Aritmetică a Institutului de Calcul al Academiei) la Institutul de Calcul Numeric din Cluj
  - se dezvoltă seria de calculatoare electronice DACICC (Dispozitiv Automat de Calcul al Institutului de Calcul din Cluj), de către echipa condusă de academicianul Tiberiu Popoviciu. Seria a cuprins două calculatoare: DACICC-1 și DACICC-200

- 1961 - MECIPT-1 (Mașina Electronică de Calcul a Institutului Politehnic din Timișoara) este primul calculator electronic construit într-o universitate din România și al doilea din țară după CIFA-1. Proiectarea acestuia a început încă din 1956 de către un colectiv condus de Iosif Kaufmann, Wilhelm Löwenfeld și Vasile Baltac.
  - CIFA-3, pentru Centrul de calcul al Universității din București

- 1962 - este creat CIFA-4
  - CENA, un calculator militar românesc folosit de MApN, după modelul calculatorului MECIPT-1
- 1963 - MECIPT-2, calculator de a doua generație, tranzistorizat și cu inele de ferită

- 1964 - CET 500,  calculator românesc cu tranzistori, realizat la Institutul de Fizică Atomică din București
- 1965 - MECIPT-3, din generația a treia, complet tranzistorizat
- 1966 - CET 501
  - este înființat Institutul de Cercetare Științifică și Inginerie Tehnologică pentru Electronică, care va acoperi nevoile de dezvoltare ale IEMI (Întreprinderea de Elemente de Măsură Industriale) și IEI (Întreprinderea de Electronică Industrială)

- 1967 - calculatorul IBM 360/40 din generația a 3-a este utilizat la Centrul de calcul al Institutului Geologic și Centrul de management CEPECA
  - este înființat Institutul de Cercetare Științifică și Inginerie Tehnologică pentru Tehnica de Calcul București, care va deservi în principal FCE (Fabrica de Calculatoare Electronice București), FEPER (Fabrica de Echipamente Periferice), dar și numeroase întreprinderi și centre de calcul din toată țara
  - la 1 aprilie 1967 ia ființă CEPECA (Centrul de perfecționare a cadrelor de conducere din întreprinderi), prima școală modernă de management din România
  - s-a înființat ITC (Institutul pentru Tehnică de Calcul), derivat din ICPUEC (Institutul de Cercetări Pentru Utilaj Electronic de Calcul)

- 1968 - este realizat DACICC-200, cel mai performant calculator românesc din acea perioadă
  - este înființat IIRUC București (Întreprinderea pentru Întreținerea și Repararea Utilajelor de Calcul)
  - este cumpărată de la compania franceză Compagnie internationale pour l'informatique (CII) licența pentru producția de calculatoare Iris 50, adaptate în România sub numele de Felix C-256, pentru IPRS Băneasa (Întreprinderea de Piese Radio și Semiconductori) și FCE
  - începe fabricația de elemente de calcul la FEA (Fabrica de Elemente de Automatizări), transferată în decembrie 1969 la FCE

- 1970 - este înființat Institutul Central de Informatică (ICI)
  - ia naștere IEMI București, care era Fabrica de Transmisiuni Civile și Militare și avea în componență trei profiluri: secția de radiocomunicații speciale pentru MApN și MAI, radiotelefoane civile și militare și AMC-uri (aparate de măsură și control)
  - este creat CESAR, un calculator militar românesc realizat la ITCI Cluj, pentru artileria regimentală din Armata Română
  - CND1 (Calculator numeric didactic) a fost un calculator didactic digital realizat în cadrul Institutului Politehnic București
  - s-a trecut la calculatoarele medii C-32

## 1971-1984
- 1971 - este înființată Fabrica de Memorii Timișoara. Din toamna lui 1979 memoria cu ferite este înlocuită cu memorii semiconductoare Ampex
  - este produs MC1, la Institutul Politehnic din București, realizat în mare parte folosind tehnologia Felix C-256
  - 1 ian. 1971-martie 1972 – prima delegație FCE de 15 ingineri români, sub licență IRIS 50 în Franța

- 1972 - este creat CETA, un calculator românesc din generația a II-a, cu tranzistori, la Institutul Politehnic din Timișoara
  - la 1 ianuarie 1972 este pusă în funcțiune Fabrica de Calculatoare Electronice București

- 1973 - apare primul calculator românesc sub licență franceză IRIS 50, Felix C-256

- 1974 - se înființează Rom Control Data, societate mixtă româno-americană
  - este conceput Felix MC la Institutul Politehnic București, produs în serie sub denumirea FELIX MC-8
  - este elaborat la ITC București calculatorul de capacitate medie Felix C 512, dezvoltare a licenței IRIS 50

- 1975 - se înființează FEPER (Fabrica de Echipamente Periferice) București
  - sunt proiectate și realizate sistemele din familia Felix, până în 1981
  - este fabricată familia de minicalculatoare industriale românești ECAROM, la Întreprinderea de Elemente pentru Automatizare. ECAROM 800, primul model, este bazat pe experiența acumulată în lucrul cu Felix C32-P, o variantă specializată în procese a calculatorului Felix C32. Au urmat modelele perfecționate ECAROM 880, ECAROM 881 și ECAROM 881 F.

- 1977 - este realizat primul minicalculator românesc, Independent-100, de către ITC, compatibil cu PDP 11/34. Seria a continuat cu: I-102F, în 1979 și I-106, în 1983
  - 1977-1979 – cel mai mare export de tehnică de calcul românească în China, Felix 1024. Delegația de instalare românească era formată din 350 de ingineri

- 1978 - este înființat Centrul de Cercetări pentru Componente Electronice (CCCE)

- 1979 - Fabrica de Calculatoare omologhează primul minicalculator CORAL. În următorii ani, INDEPENDENT și CORAL au fost produse în paralel.

- 1980 - este dezvoltat L/B881 de radioamatorii din grupul Lixco, un microcalculator românesc bazat pe procesorul Intel 8080
  - este produs Prae, un microcalculator personal românesc, la ITC Cluj-Napoca
  - CUB și CUB-Z (Calculator Universal de Birou) au fost două mărci de calculatoare produse la I.C.E. Felix București. Unul dintre cele mai reușite modele, CUB-Z, a fost accesibil pentru utilizare largă în perioada 1987-1989, după care a fost înlocuit de modelul HC-88

- 1982 - aMIC, un microcalculator personal românesc, produs ca model de laborator la Catedra de Calculatoare din Institutul Politehnic București

- 1983-1986 - este produs la Timișoara TIM-S,  de Institutul pentru Tehnică de Calcul și Informatică (ITCI) și Fabrica de Memorii electronice și Componente pentru Tehnică de Calcul și Informatică (FMECTC)

- 1984 - este elaborat HC 85 la ICE Felix București. Era bazat pe microprocesorul Z80 sau pe clona românească a acestuia, MMN80CPU și inspirat din calculatorul personal Sinclair ZX Spectrum. Au existat în principal 5 variante ale acestei serii, cu subvariante: HC 85+, HC 88, HC 90, HC 91, HC 2000
  - între 1984-1987 sunt fabricate la FCE, Felix C-1024 după un proiect ITC, și Felix C-5000, proiectat în FCE

## 1985-1990
- 1985-1986 - Felix-PC a reprezentat un nou tip de microcalculator personal. A fost proiectat de către Institutul Politehnic București între anii 1983-1984, fiind compatibil IBM-PC. Modelul a fost apoi preluat de către Întreprinderea de Calculatoare Felix S.A., fiind produs în serie între anii 1985-1990. Au existat mai multe modele Felix-PC: Felix M18, M118, M216, CUB, CUB-Z și Junior-XT

- 1986 - este finalizat CoBra, singurul calculator românesc produs la Brașov

- 1988–1989 - este finalizat la FCE, Coral-VAX

- 1989-1990 - este proiectat și produs la Întreprinderea „Electronica” din București, CIP (Calculator de Instruire Programabil). [1]